# Bộ Cánh vẩy
Bộ Cánh vẩy (danh pháp khoa học: Lepidoptera, từ tiếng Hy Lạp cổ đại: lepís "vảy/vẩy" + pterón "cánh") là một bộ côn trùng gồm bướm (bướm ngày, bươm bướm) và ngài (bướm đêm). Hiện có 180.000 loài cánh vẩy được mô tả, nằm trong 126 họ, 46 siêu họ, chiếm 10% tổng số loài đã mô tả. Đây là một trong những bộ côn trùng phân bố rộng và dễ nhận diện nhất. Cấu trúc cơ thể cơ bản ở các loài Lepidoptera biến thiên đa dạng nhằm giành lấy lợi thế tùy lối sống và môi trường sống. Bộ Cánh vẩy cực kỳ đa dạng về số loài (có lẽ hơn cả số ta từng nghĩ), và là một trong bốn bộ giàu số loài nhất (cùng bộ Cánh màng, bộ Hai cánh và bộ Cánh cứng).
Các loài cánh vẩy có hơn ba đặc điểm thừa hưởng đặc trưng. Nổi bật hơn cả là lớp vảy phủ khắp thân mình, cánh và vòi. Vảy chúng chuyên biệt hóa, trở thành những "cọng lông" dẹp, tạo cho bướm và ngài nhiều màu sắc, hoa văn khác nhau. Hầu hết loài có cánh dạng màng, số ít cánh thoái hóa hay không có cánh. Việc giao phối và đẻ trứng diễn ra gần hoặc trên cây chủ của ấu trùng. Như đa số côn trùng, bướm và ngài trải qua biến thái hoàn toàn. Ấu trùng thường được gọi là sâu hay sâu bướm, bề ngoài khác hẳn với dạng trưởng thành, có cơ thể hình trụ, đầu linh hoạt, có ba cặp chân ngực và từ 0 đến 5 cặp chân giả (proleg). Theo quá trình phát triển, bề ngoài của chúng dần thay đổi. Một khi đạt ngưỡng trưởng thành, ấu trùng biến thành nhộng. Một số loài bướm và nhiều loài ngài quay túi tơ/kén trước lúc trở thành nhộng, số khác phát triển dưới đất. Khi con nhộng hoàn thành biến thái, nó trở thành bướm hay ngài thành thục giới tính.
Các loài cánh vẩy, qua hàng triệu năm, đã phát sinh ra nhiều hoa văn và màu sắc trên cánh, từ loại ngài xám mang bộ cánh tương tự các loài bộ Cánh lông đến thứ bướm màu sắc rực rỡ, hoa văn phức tạp. Theo đó, đây là bộ côn trùng mà lắm người tham gia quan sát, nghiên cứu, thu thập, nuôi nấng, mua bán.
Bướm và ngài đóng vai trò quan trọng trong hệ sinh thái, ở vai loài thụ-gieo phấn cũng như thức ăn trong chuỗi; ngược lại, ấu trùng của chúng lại gây vấn đề cho cây trồng trong nông nghiệp. Ở nhiều loài, con cái đẻ được 200 tới 600 trứng, ở số khác, con số này có thể đạt 30.000 trứng một ngày.

## Từ nguyên
Từ Lepidoptera do Linnaeus đặt ra năm 1735, ghép từ hai từ tiếng Hy Lạp cổ đại: λεπίς, sở hữu cách λεπίδος ("vảy") và πτερόν ("cánh"). Ngoài ra, để trỏ nhánh gồm các loài bướm ngày, có khi danh pháp Rhopalocera, ghép từ hai từ tiếng Hy Lạp cổ đại ῥόπαλον (rhopalon) ("dùi cui"):4150 và κέρας (keras) ("sừng"),:3993 chỉ hình dáng râu bướm, được sử dụng.

## Phân bố và độ đa dạng
Lepidoptera là một nhóm côn trùng cực kỳ thành công. Chúng có mặt trên mọi lục địa trừ châu Nam Cực, cư ngụ mọi môi trường sống trên cạn, từ hoang mạc đến rừng mưa, từ đồng cỏ đến cao nguyên, song cuộc sống thường gắn với thực vật bậc cao, nhất là cây hạt kín (thực vật có hoa). Trong số những loài sống xứ lạnh là Parnassius arcticus, sống ở đông bắc Yakutia, trong vòng cực Bắc, ở độ cao 1500 m trên mực nước biển. Trên dãy Himalaya, nhiều loài như Parnassius epaphus được ghi nhận là hiện diện ở nơi cao 6.000 m trên mực nước biển.:221
Một số loài cánh vảy có lối sống cộng sinh, hội sinh hay ký sinh, sống trong cơ thể sinh vật khác thay vì sống độc lập. Các loài họ Pyralidae ăn phân, như Bradipodicola hahneli và Cryptoses choloepi, khác thường ở chỗ chúng sống độc trong bộ lông lười. Người ta cũng đã ghi nhận hai loài ngài chi Tinea ăn mô sừng từ sừng bò. Ấu trùng Zenodochium coccivorella là ký sinh nội quan của Kermes. Nhiều loài đẻ trứng trên cục nôn của cú, hang dơi, tảng ong hay trái cây rữa.
Tính đến năm 2007, có chừng 174.250 loài cánh vẩy đã mô tả, bướm ngày chiếm 17.950 loài, còn lại là ngài. Đại đa số Lepidoptera sống tại miền nhiệt đới, nhưng hầu các nơi đều có độ đa dạng nhất định. Ở Bắc Mỹ đã ghi nhận hơn 700 loài bướm, 11.000 loài ngài, còn Úc có trên 400 loài bướm và 14.000 loài ngài.